# Azul Claro Numazu
 (février 2024).
Si vous disposez d'ouvrages ou d'articles de référence ou si vous connaissez des sites web de qualité traitant du thème abordé ici, merci de compléter l'article en donnant les références utiles à sa vérifiabilité et en les liant à la section « Notes et références ».
Maillots
Actualités
L'Azul Claro Numazu (アスルクラロ沼津, Asuru Kuraro Numazu) est un club de football japonais basée à Numazu, dans la préfecture de Shizuoka. Le club est promu en J. League 3 en 2017.

## Histoire
L'Azul Claro Numazu est créé en 1990 sous le nom d'Arsenal Numazu, et progresse lentement dans les niveaux des ligues préfectorales de Shizuoka. En 2006, le club entame le processus de transformation en une organisation professionnelle, dans le but ultime de rejoindre la J.League. La même année, le club adopte son nom actuel, Azul Claro (qui signifie « bleu clair » en portugais et en espagnol).
Le 17 septembre 2013, le club obtient le statut de membre associé de la J. League, et réussi toutes les étapes de la licence et de l'inspection par la Ligue. et rejoint la Ligue en 2017,.
Depuis la saison 2017 le club est en J.League 3.

## Palmarès
| Compétitions nationales                                 | Compétitions internationales |
| - Championnat du Japon de D4 (0) - Vice-champion : 2017 | - Néant                      |

## Joueurs et personnalités du club

### Entraîneurs
Le tableau suivant présente la liste des entraîneurs du club depuis 2014.
| Rang | Nom                | Période   |
| ---- | ------------------ | --------- |
| 1    | Kazuhito Mochizuki | 2014-2015 |
| 2    | Ken Yoshida        | 2015-2020 |

| Rang | Nom                | Période   |
| ---- | ------------------ | --------- |
| 3    | Masataka Imai      | 2020-2022 |
| 4    | Kazuhito Mochizuki | 2022      |

| Rang | Nom                | Période   |
| ---- | ------------------ | --------- |
| 5    | Kazuhito Mochizuki | 2022-2023 |

| Rang | Nom              | Période     |
| ---- | ---------------- | ----------- |
| 6    | Masashi Nakayama | depuis 2023 |

## Bilan saison par saison
Ce tableau présente les résultats par saison de l'Azul Claro Numazu dans les diverses compétitions nationales et internationales depuis la saison 2017.
| Saison | Championnat | Championnat | Championnat | Championnat | Championnat | Championnat | Championnat | Championnat | Championnat | Championnat | Coupe du Japon | Coupe de la Ligue |
| Saison | Division    | Pos         | Pts         | J           | V           | N           | D           | BP          | BC          | Diff.       | Coupe du Japon | Coupe de la Ligue |
| ------ | ----------- | ----------- | ----------- | ----------- | ----------- | ----------- | ----------- | ----------- | ----------- | ----------- | -------------- | ----------------- |
| 2017   | J3 League   | 3e          | 59          | 32          | 16          | 11          | 5           | 60          | 27          | +33         | 3e tour        | -                 |
| 2018   | J3 League   | 4e          | 52          | 32          | 14          | 10          | 8           | 40          | 29          | +11         | -              | -                 |
| 2019   | J2 League   | 12e         | 39          | 34          | 11          | 6           | 17          | 35          | 43          | -8          | -              | -                 |
| 2020   | J3 League   | 12e         | 41          | 34          | 12          | 5           | 17          | 36          | 40          | -4          | -              | -                 |
| 2021   | J3 League   | 14e         | 27          | 28          | 7           | 6           | 15          | 32          | 44          | -12         | -              | -                 |
| 2022   | J3 League   | 15e         | 31          | 34          | 8           | 7           | 19          | 27          | 46          | -19         | -              | -                 |
| 2023   | J3 League   | 13e         | 51          | 38          | 15          | 6           | 17          | 48          | 48          | 0           | 1er tour       | -                 |
| 2024   | J3 League   | 10e         | 52          | 38          | 15          | 7           | 16          | 53          | 46          | +7          | 1er tour       | 1er tour          |
| Saison | Division    | Pos         | Pts         | J           | V           | N           | D           | BP          | BC          | Diff.       | Coupe du Japon | Coupe de la Ligue |
| Saison | Championnat |             |             |             |             |             |             |             |             |             | Coupe du Japon | Coupe de la Ligue |